# Demostració de l'últim teorema de Fermat
En matemàtiques, més concretament en aritmètica modular, el darrer teorema de Fermat tracta de les arrels de l'equació diofàntica següent, amb x, y i z desconeguts :{\displaystyle n\in \mathbb {N} \quad x^{n}+y^{n}=z^{n}.}
Afirma que no existeix cap solució no trivial si el paràmetre n és estrictament superior a 2.
Una equació diofàntica és una equació de coeficients enters en què les solucions són nombres enters. Si, com en aquest exemple, l'expressió és sovint simple, la solució resulta difícil en general.
Pierre de Fermat va anunciar aquest resultat en un marge del seu exemplar del llibre Arithmetica de Diofant i hi va indicar que havia trobat una "demostració veritablement meravellosa".
És poc probable que existís una demostració accessible a Fermat. Efectivament, van caldre nombroses temptatives així com prop de 350 anys d'esforços perquè fos demostrat l'any 1994 per Andrew Wiles.

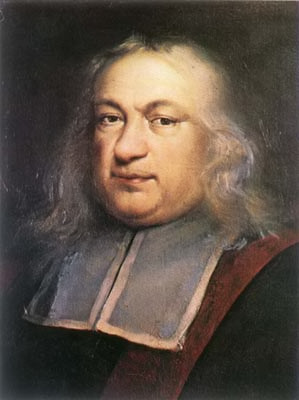
Pierre de Fermat.

## Generalitzacions i casos elementals

### Observacions
Si un dels tres enters x, y o z és nul, llavors l'equació es tornaria evident; tals solucions s'anomenen trivials. L'objectiu és doncs de trobar una terna entera que sigui solució de l'equació tal que el producte xyz sigui nul.
L'equació és homogènia, és a dir que per un valor n donat, si la terna (x, y, z) és solució, llavors (ax, ay, az) és també solució. En conseqüència, les úniques arrels que es busquen són les ternes d'enters coprimers del conjunt.
Per tota solució, el MCD de dos enters qualssevol dels tres enters és un divisor del tercer. Les arrels a les quals es simplifiquin són, doncs, ternes (x, y, z) tals que (per exemple) x i y són primers entre ells.
Si l'equació no admet solució per a un valor del p del paràmetre, no existeix solució per a cap valor n múltiple de p. Efectivament, si s'anota n = pq llavors l'equació s'escriu:
{\displaystyle \left(x^{q}\right)^{p}+\left(y^{q}\right)^{p}=\left(z^{q}\right)^{p}.}
En conseqüència, els valors a tractar són aquells pels quals n és un nombre primer. S'ha de destacar, això sí, correspon al valor de n = 2, cas en el qual existeix solució; també s'ha d'estudiar doncs el valor de n = 4.

### Resultats fora de la teoria dels nombres
Alguns resultats es demostren sense conceptes suplementaris. El cas n = 2, tractat a continuació, és simple i data de l'Edat antiga. El cas en què n és igual a 4 es demostra de manera una mica menys elemental. Els casos restants són aquells en què n és un primer diferent de 2. Existeix una demostració que no utilitza els enters d'Eisenstein pel cas n=3 ; és tanmateix prou astuta i difícil..
Els altres casos són més tècnics; l'ús d'enters algebraics és indispensable. El primer terme és una identitat notable: xn + yn és en efecte un múltiple de x + y si n no és potència de 2. Tanmateix, aquesta observació és clarament insuficient per concloure res, més enllà que per un exponent.

El teorema de Pitàgores: a² + b² = c²

### Cas en quènés igual a dos
El cas n = 2 té una interpretació geomètrica. Correspon a les longituds enteres de diferents costats d'un triangle rectangle.
Aquest cas és conegut des principi de l'Edat antiga. Així, els súmers coneixien alguns exemples de solucions. La solució completa apareix per primera vegada en el llibre X dels Elements d'Euclides vers el 300 aC.
Aquest cas és l'única excepció del teorema (si s'omet el cas n = 1). Efectivament, existeixen solucions no trivials si n és igual a dos: 3, 4 i 5 formen una terna de solucions, anomenada terna pitagòrica. En conseqüència, esdevé important considerar el valor de n igual à quatre, per demostrar que no existeix cap altra potència de dos que admeti solucions no trivials.

### Cas en quènés igual a quatre
En tota l'obra matemàtica que va deixar Fermat, no se'n troba més que una demostració: la prova d'aquest cas, sota una formulació diferent. Demostra en efecte que no existeix cap terna pitagòrica (x, y, z) tal que xy/2 sigui un quadrat d'un enter, que s'expressa com l'àrea d'un triangle rectangle no pot ser igual a la d'un quadrat. Com que aquest resultat equival a l'absència de solucions enteres no trivials per l'equació a4 – b4 = c2, el cas n = 4 n'és un corol·lari immediat. Per aquesta raó, es considera de manera general que Fermat va demostrar aquest cas.
El mètode utilitzat és el del descens infinit. Consisteix a trobar una altra terna que sigui solució de la qual el tercer enter és positiu estrictament inferior que el de la solució inicial. És per tant possible descendir indefinidament en el conjunt dels enters positius, cosa contradictòria amb les propietats de ℕ.
Dos noves demostracions completes provenen de Leonhard Euler; també es basen en el mètode del descens infinit. N'existeixen d'altres, per exemple mitjançant la noció d'enters de Gauss.

## Enter quadràtic
Un cop analitzat el cas de les potències de 2, el teorema esdevé singularment més complex a establir. Existeixen encara tres demostracions, pels valors de n = 3, 5 i 7, que usen el mètode del descens infinit.
Per poder-lo l'aplicar, una bona idea és « modificar » el conjunt sobre el qual s'aplica l'equació. Es pot generalitzar el teorema de Fermat sobre tot conjunt E a través de dues operacions, la suma i la multiplicació. Les operacions sobre E han de disposar d'un mínim de propietats, conferint-los una estructura anomenada anell. Aquesta idea és un mica contra-intuïtiva : si la resolució és ja àrdua en ℤ, l'anell dels enters relatius, la qüestió no esdevé més delicada sobre un anell qualsevol. De fet, l'objectiu és escollir E disposant bones propietats perquè la resolució sigui més fàcil.
Aquest anell és triat :
- Commutatiu ;
- Íntegre, és a dir que si un producte ab és igual a 0 llavors té a o b és nul ;
- Factorial, que significa que tot element no nul i no inversible es descompon en un producte d'elements primers de l'anell, com –12 és, en ℤ, el producte de –3, 2 i 2 ;
- i tal que tot element inversible posseeix una arrel n-èsima.

Sobre un anell tal, corresponen per exemple al dels polinomis de coeficients complexes, Augustin Louis Cauchy va elaborar un mètode general de resolució.
La dificultat rau en el fet que ℤ no constitueix cap arrel n-èsima de la unitat exceptuant 1 i -1. L'ús d'altres anells que continguin ℤ esdevé interessant. Els més simples corresponen a conjunts ℤ[ω] d'enters quadràtics és a dir de nombres de la forma a + bω en què a i b són enters relatius i ω és un nombre complex tal que ω² és combinació lineal de ω i d'1 amb coeficients dins de ℤ, cosa que assegura l'estabilitat del conjunt. Alguns d'aquest conjunts contenen arrels n-èsimes de la unitat. Tal és el que si ω és l'arrel cúbica de la unitat j = (1 + i√3)/2 o el nombre d'or (1 + √5)/2. A més, aquests anells són anomenats euclidiens, és a dir que existeix una divisió eucídia. I tot anell euclidià és factorial. Permeten resoldre el cas de n = 3 o 5. Una aproximació anàloga permet resoldre el cas en què n = 7.
L'eficàcia dels anells quadràtics s'atura aquí. En el cas general, no són ni euclidians ni factorials, cosa que imposa l'elaboració d'altres idees.

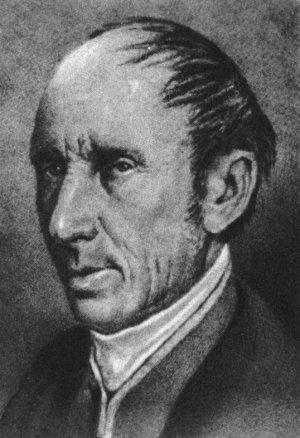
Augustin Louis Cauchy.

### Cas de l'anell dels polinomis amb coeficients complexes
S'intenta aquí resoldre l'equació :
Aquí x, y i z representen tres polinomis de coeficients complexos. Per les raons indicades en l'anterior paràgraf, aquesta quëstió és finalment molt més fàcil que la de Fermat. Va ser resolta el 1847 per Cauchy després de la resolució dels casos de n = 3, 5 i 7 i abans del gran avanç de Ernst Kummer. El resultat s'anuncia de la manera següent :
- Siguin p, q, r tres polinomis de coeficients complexes i n un enter estrictament més gran que 2, si pn + qn = rn i si p i q són coprimers, llavors els tres polinomis p, q i r són constants.

Dos polinomis complexes són primers entre si si i només si, els únics polinomis que els divideixen són constants. Aquesta resolució és més simple que els tres casos precedents perquè la complexitat dels càlculs és menor. El procediment és tanmateix molt similar. Els polinomis de coeficients complexes formen un anell commutatiu unitari i íntegre amb divisió euclidiana. Un procediment de naturalesa aritmètica és doncs possible. Existeix un equivalent a la noció de nombre primer, la del polinomi irreductible (és a dir no constant i divisible únicament per ell mateix i per 1, a la multiplicació per un nombre complex proper) i unitari (és a dir amb coeficient del terme de grau més elevat igual a 1). S'aplica el teorema fonamental de l'aritmètica, és a dir que existeix una descomposició en factors primers, així com la identitat de Bézout o el lema d'Euclides. Les demostracions presentades en aquest article pels casos n igual a 3 o 5 s'han escollit en el marc d'un anell euclidià.
La demostració és aquí molt simplificada pel fet que dins de l'anell dels polinomis de coeficients complexes, tot element inversible (és a dir tot polinomi constant no nul) admet una arrel n-èsima.

### Cas en quènés igual a tres
El cas n = 3 és més complex. Euler va escriure a Goldbach el 1753, indicant-lo que l'havia resolt. L'única prova que va publicar, el 1770 en el seu Algebra, és tanmateix incomplet, per un punt crucial. Euler és força confús en aquest indret, però sembla que l'argument que utilitza implícitament sigui erroni, i no en va tornar a parlar més tard. Tanmateix la demostració, si bé no és fàcil de corregir, usa mètodes que Euler havia usat per altres proposicions de Fermat. És igual de possible que Euler tingués el 1753 una demostració correcta, ja que hagués volgut utilitzar posteriorment un argument més elegant, usant els nombres complexes descrit a continuació.
Per a aquesta demostració, estudia els nombres els cubs dels quals té la forma p² + 3q² amb p i q primers entre si. Per això, utilitza un mètode original per l'època : descompon p² + 3q² = (p + i√3q)(p – i√3q) i busca els nombres de la forma a + ib√3 el cub dels quals és p + i√3q : en termes moderns, treballa dins de l'anell ℤ[i√3]. El resultat que obté passa al conjugat p – i√3q. En dedueix el resultat afirmant que si p² + 3q² és un cub p + i√3q i p – i√3q igualment, del fet que p i q són primers entre ells, llavors- diu ell — p + i√3q i p – i√3q també. Es demostra fàcilment pels enters ordinaris que el producte de dos nombres coprimers és un cub, llavors cap d'ells ho és, per exemple pel lema d'Euclides o més simplement per la unicitat de la descomposició en factors primers. De fet encara es compleix per ℤ[i√3] però per raons diferents. Euler no dón l'argument però, segons desprèn la resta del seu llibre, sembla clar que la seva convicciórau en una analogia amb els enters. O 2 x 2 = (1 + i √3)(1 - i √3), no hi ha unicitat en la descomposició en irreductibles dins de ℤ[i√3].
Gauss va demostrar (en una publicació pòstuma) per descens infinit com Euler però correctament i de manera més simple i raonant amb [[Enter d'Eisenstein|l'anell ℤ[j]]] dels enters d'Eisenstein (j designa una arrel cúbica no trivial de la unitat). És potser (entre d'altres) aquest succés el que el fa desmentir la conjectura de Fermat, que classific entre els nombre enunciats fàcils de proposar però massa generals per ser demostrats o refutats.
L'anell ℤ[j] és factorial — contràriament al sub-anell ℤ[2j] = ℤ[i√3] — és-a-dir que en aquest anell, la décomposition en irréductibles és única. En efecte, es demostra dins de ℤ[j] l'equivalent del lema d'Euclides, a saber que tot irreductible és un element primer, anomenat nombre primer de Eisenstein. La utilització d'anells d'enters algebraics ben escollits és una de les tècniques més importanta del segle xix per a la resolució del teorema per certs exponents. Quan no són factorials, s'han d'usar altres tècniques.

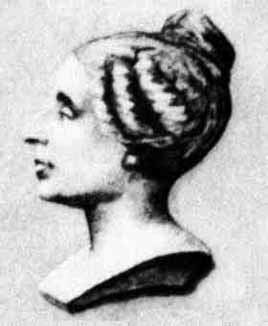
Sophie Germain.

### Teorema de Sophie Germain
El procediment que permet resoldre el cas en què n és igual a tres no es pot generalitzar als valors més grans de n. Efectivament, l'anell dels enters algebraics associat a les arrels n-èsimes de la unitat no és en general factorial. El raonament aritmètic del cas precedent no és doncs operacional.
Durant la primera dècada del segle xix, Sophie Germain va donar una condició suficient per a l'enter n, aquí suposat primer, tal que la terna (x, y, z) és solució de l'equació de Fermat llavors almenys un dels tres enters x, y, z és divisible pel quadrat de n. Aquesta condició és trivialment verificada per tots els nombres primers que van rebre el seu nom, com 3 i 5 (de passada, Sophie Germain demostra que es verifica per tot nombre primer inferior a 100). Les seves investigacions anteriors a aquest teorema, que segueixen desconegudes, es basen en una nova estratègia d'atac a la conjectura.

### Cas en quènés igual a cinc

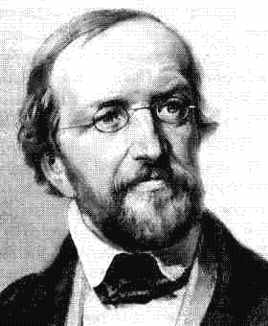
Dirichlet.

El teorema de Fermat esdevé llavors famós. Tots els esforços es basen en el cas en què n és igual a 5. En aquest cas, cal demostrar que no existeix cap terna (x, y, z) d'enters no nuls i primers entre ells tal que x5 + y5 = z5. Si n'existeix, un i només un dels tres enters és evidentment parell però també, segons el teorema de Sophie Germain, un i només un dels tres és divisibles per 5. S'ha de distingir doncs, entre dos casos, segons si la mateixa x, y o z sigui divisible per 2 i 5 o no. No obstant això, malgrat la implicació de nombrosos membres de la comunitat matemàtica, van passar més de quinze anys sense cap progrés remarcable. El 1825, Lejeune Dirichlet esdevé immediatament cèlebre, resolent el primer cas.
El juliol de 1825, Lejeune Dirichlet sotmet a l'Acadèmia de les ciències una demostració incompleta del cas n=5, que completa el novembre mitjançant un mètode enterament anàleg, en constatar que mentrestant Legendre, un dels seus dos ponents ha publicat una altra demostració completa, utilitzant les mateixes tècniques
Les dues demostracions utilitzen tècniques semblants a la del cas n = 3. Es fonamenten també en les propietats de divisibilitat d'un anell d'enters ben escollit. Aquest cop, però, contràriament al cas en què n = 3, l'anell considerat és l'anell d'un dels enters d'un cos quadrpatic real: el sub-cos quadràtic del cinquè cos ciclomàtic ℚ(√5). L'estructura del grup de les unitats a causa d'aquest fet, més complex. La seva comprenció torna a l'anàlisi d'una altra equació diofàntica anomenada de Pell-Fermat, estudiada per Euler. Els treballs de Lagrange sobre les fraccions contínues proporcionen les eines necessàries per a l'euclidiació d'aquesta estructura. Aquest anell dels enters de ℚ(√5) permet establir el lema clau en la demostració.
A diferència dels treballs de Gauss i d'Eisenstein pel cas de n = 3, cap obertura teòrica major és necessària per a la resolució d'aquest cas. L'anell associat és sempre euclidià i doncs factorial, les aritmètiques utilitzades són de la mateixa naturalesa que en el cas precedent. Demostracions anàlogues permeten doncs, demostrar que altres equacions de cinquè grau, properes a les de Fermat, són també possibles.